# Caminella
Genre
Caminella est un genre d'éponges marines de la famille des Geodiidae.

## Taxinomie
Le genre Caminella est décrit par le biologiste autrichien Robert Lendlmayr von Lendenfeld en 1894.
L'holotype est  décrit par Lendenfeld pour le genre et pour l'espèce Caminella loricata, désormais considérée comme synonyme de Caminella intuta.

### Publication originale
- (de) Robert Lendlmayr von Lendenfeld, « Die Tetractinelliden der Adria. (Mit einem Anhange über die Lithistiden) », Denkschriften der Kaiserlichen Akademie der Wissenschaften Wien, Mathematisch-Naturwissenschaften Klasse, Vienne, no 61,‎ 1894, p. 91-204.

## Liste des espèces
En 2025, le genre Caminella comprend 5 espèces, selon WoRMS :
- Caminella caboverdensis Cárdenas, Vacelet, Chevaldonné, Pérez & Xavier, 2018
- Caminella intuta (Topsent, 1892)
- Caminella prima (Sim-Smith & Kelly, 2015)
- Caminella pustula Cárdenas, Vacelet, Chevaldonné, Pérez & Xavier, 2018
- Caminella velata Lebwohl, 1914